# Llano Largo, Hidalgo
Llano Largo är en ort i Mexiko.   Den ligger i kommunen Huichapan och delstaten Hidalgo, i den sydöstra delen av landet, 120 km nordväst om huvudstaden Mexico City. Llano Largo ligger 2 239 meter över havet och antalet invånare är 2 191.
Terrängen runt Llano Largo är platt västerut, men österut är den kuperad. Runt Llano Largo är det ganska glesbefolkat, med 47 invånare per kvadratkilometer. Närmaste större samhälle är Nopala de Villagran, 13,6 km öster om Llano Largo. Trakten runt Llano Largo består till största delen av jordbruksmark.